# The Pros and Cons of Hitch Hiking
The Pros and Cons of Hitch Hiking ist das erste Soloalbum von Roger Waters aus dem Jahr 1984. Er veröffentlichte das Album ein Jahr vor Verlassen der Band Pink Floyd. Es wurde im April 1995 in den USA durch die Recording Industry Association of America mit Gold ausgezeichnet.

## Albumkonzept, Entstehung und Songinformationen
Die Idee zu The Pros and Cons of Hitch Hiking kam Waters zusammen mit dem The-Wall-Konzept. Das Zwillingsprojekt entwarf er nach Abschluss der 1977er Animals-Tour. Es werden die verstreuten Gedanken eines verheirateten Mannes thematisiert, der sich auf einer Rundreise durch Kalifornien befindet. Der Mann steckt in einer Midlife-Crisis und tagträumt unter anderem von der Verführung einer Anhalterin, die er auf seinem Weg mitgenommen hat. Während der Reise durchlebt er Ängste und paranoide Zustände, die alle in Echtzeit in den frühen Morgenstunden zwischen 4.30 Uhr und 05.12 Uhr eines unbestimmten Tages stattfinden.
Zu beiden Ideen-Komplexen fertigte Waters seinerzeit Demokassetten an und legte sie den anderen Pink-Floyd-Mitgliedern vor. Sie sollten entscheiden, welches zum nächsten Pink-Floyd-Album ausgearbeitet werden und welches ein Soloalbum ergeben sollte. Die Band wählte das Isolations-Psychogramm The Wall, wodurch die Männerphantasie erst einmal zurückgestellt wurde. 1983 ging Waters dann an die Umsetzung. Er übernahm von der The-Final-Cut-Produktion den Schlagzeuger Andy Newmark und den Produzenten Michael Kamen. Auch der Cover-Illustrator Gerald Scarfe sagte seine Dienste wieder zu. Die Studioarbeiten dauerten von Februar bis Dezember. Waters lehnte eine Hi-Tech-Überfrachtung ab, nutzte zum Beispiel ein echtes Orchester statt eines Computers oder schlichtes Uhrenticken statt elektronischer Verfremdungseffekte. Alles sollte so natürlich wie möglich klingen.
Die Parallelen zu The Final Cut waren im Songwriting noch eingehender festzustellen. 4:50 AM (Go Fishing) enthält eine Klaviermelodie, die bereits im Gesang des Stückes The Fletcher Memorial Home enthalten ist, des Weiteren findet sich auch ein Melodieverlauf aus Your Possible Pasts dort. Während der Wall-Sessions wurde eine frühe Fassung von 4:41 AM (Sexual Revolution) aufgenommen, die Eingang in die umfangreich erweiterte Ausgabe von The Wall unter dem Zusatztitel Immersion Edition Box Set fand. Einige Textzeilen wurden im Nachhinein als Seitenhiebe auf seinen zum Rivalen gewordenen Pink-Floyd-Kollegen David Gilmour gedeutet. Das Stück 4:58 AM (Dunroamin, Duncarin, Dunlivin) behandelt beispielsweise vorrangig das Thema Untreue in einer Beziehung, die letzten Verse – Ich würde gern weitermachen […] aber ich muss kotzen wurden aber auch im Kontext von Waters’ Beziehung zu seinen Bandkollegen gedeutet, zumal als Nächstes ein Gitarrenriff folgt, das direkt dem The Wall-Stück In the Flesh entnommen ist.

## Titelliste

### Seite eins
1. 4:30 AM (Apparently They Were Travelling Abroad) – 3:12
2. 4:33 AM (Running Shoes) – 4:08
3. 4:37 AM (Arabs with Knives and West German Skies) – 2:17
4. 4:39 AM (For the First Time Today, Part 2) – 2:02
5. 4:41 AM (Sexual Revolution) – 4:49
6. 4:47 AM (The Remains of Our Love) – 3:09

### Seite zwei
1. 4:50 AM (Go Fishing) – 6:59
2. 4:56 AM (For the First Time Today, Part 1) – 1:38
3. 4:58 AM (Dunroamin, Duncarin, Dunlivin) – 3:03
4. 5:01 AM (The Pros and Cons of Hitch Hiking, Part 10) – 4:36
5. 5:06 AM (Every Stranger’s Eyes) – 4:48
6. 5:11 AM (The Moment of Clarity) – 1:28

## Mitwirkende
Musiker:
- Roger Waters – Bass, Gitarre, Leadvocals
- Eric Clapton – Lead-Gitarre, Vocals
- Ray Cooper – Percussion
- Andy Newmark – Schlagzeug
- David Sanborn – Saxophon
- Michael Kamen – Piano
- Andy Bown – Hammond-Orgel, Gitarre
- Madeline Bell, Katie Kissoon, Doreen Chanter – Gesang
- Raphael Ravenscroft, Kevin Flanagan, Vic Sullivan – Bläser
- The National Philharmonic Orchestra, dirigiert und arrangiert von Michael Kamen

Crew:
- Roger Waters und Michael Kamen – Produzenten
- Andy Jackson – Tontechniker
- Laura Boisan – Assistent des Tontechnikers
- Michael King – Special Effects
- Zuccarelli Labs – Holophonics
- Roger Waters und Gerald Scarfe – Coverdesign
- Alex Henderson – Fotos
- The Artful Dodgers – Koordination

## LP-Cover, Tour und Film
Die Coverabbildung zeigt die Rückansicht einer an einer stilisierten Straße in Anhalterpose stehenden blonden Frau. Sie trägt nur rote hochhackige Schuhe und einen gleichfarbigen Rucksack. Diese Darstellung löste heftige Proteste aus. Der geäußerte Vorwurf lautete Sexismus, manche sprachen sogar von einer Anstiftung zur Vergewaltigung. Infolgedessen wurden viele Werbeplakate für das Album heruntergerissen. Der Aufruhr versetzte die Label-Verantwortlichen in Panik, sodass sie den nackten Po des Models mit schwarzen Aufklebern überkleben ließen bzw. die Druckvorlage für Nachauflagen mit schwarzen Balken versahen.
Der erste Teil der 20 Termine umfassenden The-Pros-and-Cons-of-Hitch-Hiking-Tournee fand vom 16. Juni bis zum 31. Juli 1984 statt. Die Hälfte der Termine war in Europa (der einzige deutsche in Frankfurt am Main entfiel), die anderen in Nordamerika. Der zweite Teil im März und April 1985 umfasste noch einmal 17 Konzerte in den USA (plus einem in Toronto). Für den ersten Teil griff Waters auf den schon bei Pink Floyd als Live-Gitarristen eingesetzten Tim Renwick zurück. Album-Gitarrist Eric Clapton war ebenfalls dabei. Den zweiten Teil wollte Clapton dann nicht mehr bestreiten. Der Grund war, dass Waters eine starre Struktur vorgegeben und Clapton daher dessen Improvisationen untersagt hatte. Dennoch hatte es für die beiden Gitarristen ein Gutes, denn es erwies sich, dass sie perfekt harmonierten, weshalb Clapton Renwick in seine Band einlud, die unter anderem beim weltweit übertragenen Live-Aid-Festival in Philadelphia auftrat.
Im Bühnenhintergrund war eine riesige Leinwand aufgebaut, die von drei synchronisierten Projektoren gespeist wurde. Die Bühne selbst stellte ein bis ins Detail ausgestattetes Schlafzimmer dar, in dem sich die Imaginationen des Protagonisten abspielten. Geboten wurde eine „Multimedia-Show aus Live-Musik, Film-Clips und Theater“. Dabei traten zwischen den verschiedenen visuellen Anreizen die unbekleidete Tramperin vom Schallplattencover und auch „mal ein Einbrecher, der sich als perverser Killer mit Motorsäge entpuppt“ in Erscheinung. Es kam wieder die altbekannte Quadrofonie zum Einsatz. Waters kostete die aufwändige Inszenierung hunderttausende Dollar. Deshalb ging das Projekt als ein „finanzielles Desaster“ in die Künstlerbiografie von Waters ein. Auf die Frage, warum er einen solchen Aufwand betreibe, antwortete er: „[…] weil ich wirklich möchte, daß alles so ist, wie ich es mir in Gedanken und in meinen Träumen vorstelle. Und Träume sind halt sehr oft kostspielig – aber eben auch schön.“
Ebenso wie bei The Wall sollte auch zu Pros and Cons eine Kinofilmversion hergestellt werden, was aber letztlich angesichts der enttäuschenden Rezeption des Ausgangswerkes unterlassen wurde.

## Rezeption, Chartplatzierung und Verkäufe
Das Attribut „brillant“ wurde dem wenige Tage alten Album in der insgesamt eher unkritischen, auf eine jüngere Klientel abzielenden Musik Szene zuteil. Der Musikexpress nannte das Album im August 1984 ein „umstrittenes Epos“ und eine Heftausgabe später einen „ärgerliche[n] Ego-Trip“. Der amerikanische Rolling Stone schrieb zur selben Zeit über das Werk, es setze sich aus „dunstig-trüben Allegorien“ in auf einem Folk-Thema beruhenden Melodiegerüsten zusammen und folgerte aus der Wall-ähnlichen Show, Waters wolle allzu offensichtlich beweisen, dass eigentlich er Pink Floyd war und ist. Der deutsche Rolling Stone sprach 2011 von einem „wirren, nur psychoanalytisch zu deutenden Irrsinnswerk“.
Den Grund für den „fürchterlichen“ Flop sah Arno Frank 2002 im Musikexpress in den „kruden Songstrukturen“, die „scheiterten [weil] sie nicht mehr von David Gilmours gewichtiger Gitarre geerdet waren“. Die Frankfurter Rundschau sah 1990 indes nur einen „mittleren Flop“, jedoch in allen Belangen: „künstlerisch, wie kommerziell“.
Die Babyblauen Seiten bieten drei Sichtweisen an. Vom ersten Rezensenten wird das Album mit dem Etikett „unterhaltsames Hörerlebnis“ versehen (10 von 15 Punkte), vom nächsten als „müde Ausschussware“ abqualifiziert (6 von 15 Punkte) und schließlich einmal als gewöhnungsbedürftige Weiterführung der vorausgegangenen Pink-Floyd-Werke empfunden (8 von 15 Punkte).
Die Gründe für den Misserfolg stellte die Website ultimateclassicrock.com heraus. Neben den von Kritikern monierten kompositorischen Schwächen, die Ansichtssache seien, sei Waters ein nicht angemessen wahrgenommener Teil des großen Ganzen, welches Pink Floyd heißt, gewesen. Darüber hinaus habe seine Sturheit, keine Fragen zu Pink Floyd zuzulassen, die Journalisten vor den Kopf gestoßen.
Album- und Tourneekarten-Erlöse standen regelmäßig hinter denen von Pink Floyd deutlich zurück. Immerhin gelangte das Album in den US-Charts auf Position 31. Es brauchte fast zehn Jahre, um den Goldstatus zu erreichen.